# Volgfelde
Volgfelde là một đô thị thuộc huyện Stendal, bang Sachsen-Anhalt, Đức. Đô thị Volgfelde có diện tích 7,31 km², dân số thời điểm ngày 31 tháng 12 năm 2006 là 197 người.